# توماس جيمس هندرسون
توماس جيمس هندرسون (بالإنجليزية: Thomas Henderson )‏ (و. 1798 – 1844 م) هو عالم فلك، ورياضياتي من المملكة المتحدة . ولد في دندي . وكان عضواً في الجمعية الملكية .
توفي في إدنبرة، عن عمر يناهز 46 عاماً.

## مناصب
تولى منصب Astronomer Royal for Scotland .

## جوائز
حصل على جوائز منها:
- زميل في الجمعية الملكية.

## روابط خارجية
- توماس جيمس هندرسون على موقع الموسوعة البريطانية (الإنجليزية)